# لامورنا
لامورنا (به انگلیسی: Lamorna) یک روستا در بریتانیا است که در St Buryan واقع شده‌است.